# Möll
Möll är ett vattendrag i Österrike.   Det ligger i förbundslandet Kärnten, i den centrala delen av landet, 270 km sydväst om huvudstaden Wien.
I omgivningarna runt Möll växer i huvudsak barrskog. Runt Möll är det ganska tätbefolkat, med 52 invånare per kvadratkilometer.